# Otostigmus suitus
Otostigmus suitus är en mångfotingart som beskrevs av Chamberlin 1914. Otostigmus suitus ingår i släktet Otostigmus och familjen Scolopendridae. Inga underarter finns listade i Catalogue of Life.